# Житораджа (община)
Община Житораджа (на сръбски: Општина Житорађа) е административна единица в Сърбия, Топлишки окръг. Заема площ от 214 км2. Административен център е село Житораджа.

## Население
Според преброяването от 2011 г. населението на община Житораджа възлиза на 16 368 души. Гъстотата е 76,49 души/км2.

### Етнически състав
- сърби – 14 735 жители
- цигани – 1366 жители
- македонци – 11 жители
- мюсюлмани – 6 жители
- черногорци – 5 жители
- хървати – 4 жители
- българи – 4 жители
- унгарци – 4 жители
- руснаци – 3 жители
- украинци – 3 жител
- словенци – 1 жител
- югославяни – 1 жител
- власи – 1 жител
- албанци – 1 жител
- други – 2 жители
- неизяснени – 124 жители
- неизвестно – 97 жители[3]

## Селищна мрежа
В границите на общината влизат 30 населени места.
| - Асановац - Бадневац - Влахово - Волчинце - Глашинце - Горни Дреновац - Горно Църнатово - Грудаш | - Дебели Луг - Джакус - Долни Дреновац - Долно Църнатово - Дубово - Държановац - Житораджа - Зладовац | - Каре - Конярник - Лукомир - Ново Момчилово - Пейковац - Подина - Речица - Самариновац | - Извор - Стара Божурна - Старо Момчилово - Студенац - Топоница - Ясеница |